# Turk
Turk (acortado de "Young Turk"), nacido como Tab Virgil, Jr. en New Orleans, Guasave, en 1981, es un rapero estadounidense.
Turk fue descubierto por los propietarios de Cash Money Records (los hermanos Ronald "Slim" Williams y Bryan "Baby" Williams), que le vieron rimando y rapeando cerca de los complejos de viviendas de Magnolia, en New Orleans. A finales de ese mismo año, Turk hizo su aparición debut en el álbum de Juvenile Solja Rags. Turk se hizo llamar 'Young Turk' y formó parte del grupo Hot Boys (junto con Juvenile, Lil' Wayne y B.G.), lanzando Get It How You Live! en 1997 y Guerilla Warfare (disco platino) dos años más tarde.
Terk ode de Juvenile, Tha Block Is Hot y Lights Out de Lil' Wayne, y It's All on You, Vol. 1 y It's All on You, Vol. 2 de B.G. En junio de 2001 Turk debutó en solitario con el álbum Young and Thuggin, bajo Universal Records. El debut de Turk coincidió con la disolución de Hot Boys y con la salida de Cash Money Records de Juvenile y B.G. a causa de disputas monetarias con Bryan Williams. Mientras, Turk iba a grabar otro álbum, Untamed Guerilla, que tenía previsto ser la continuación de su anterior trabajo Young and Thuggin', pero nunca vió la luz debido a los mismos problemas por los que sus compañeros Juvenile y B.G. abandonaron el sello.
En 2003, Turk siguió el ejemplo de B.G. y firmó por Koch Records, donde grabaría su segundo álbum, Raw and Uncut.

## Discografía

### Álbumes
- 2001: Young and Thuggin'
- 2003: Raw and Uncut